# Hazatérés (Lost)
2005. február 9-én került először adásba az amerikai ABC csatornán a sorozat 15. részeként. Damon Lindelof írta, és Kevin Hooks rendezte. Az epizód középpontjában Charlie Pace áll.

## Ismertető
|  | Alább a cselekmény részletei következnek! |

### Visszaemlékezések
A heroinfüggő Charlie, és a szintén drogos barátja, Tommy, rájön, hogy elfogyott a pénzük. Tommy mutat egy Lucy nevű lányt Charlie-nak, akinek nagyon gazdag az apja. Azt mondja, barátkozzon össze vele, és lopjon el tőle valamit.
Charlie-nak sikerül megnyernie Lucy szívét, és csakhamar a házában találja magát. Lucy mutat neki egy cigarettatartót, ami egykor Winston Churchill-é volt. Ebéd közben, Lucy apja megtudja Charlie-tól, hogy egy feloszlófélben lévő bandában zenél. Később, Charlie örömmel tájékoztatja Tommy-t, hogy munkát kapott Lucy apjától. Tommy nincs elragadtatva ettől. Miután rájön, hogy Charlie beleszeretett Lucy-ba, azt mondja, addig nem ad több heroint, amíg el nem lop tőle valamit.
A heroin hiányától szenvedő Charlie nem tehet mást, minthogy ellopja Lucy házából az igen sokat érő cigarettatartót. Terve azonban végül csődöt mond. Első munkanapján, az elvonási tüneteknek köszönhetően rosszul lesz, és belehány a fénymásológépbe, amit az ügyfeleinek kellett volna bemutatnia.
Lucy elmondja az őt felkereső Charlie-nak, hogy tud az ellopott cigarettatartóról, és hogy a kapcsolatuk csupán színjáték volt. Charlie magyarázkodni próbál, de Lucy nem kíváncsi rá. Mielőtt becsapja az ajtót, dühösen felrója Charlie-nak, hogy önmagán kívül nem törődik senkivel.

### Valós idejű történések (27-29. nap)
Charlie arra ébred fel, hogy Locke Claire-t vezeti oda Jack-hez. Claire, miután magához tér, teljesen pánikba esik, mert nem tudja hol van és kik vannak körülötte. Emlékezetkiesése van, és nem emlékszik semmire a repülőút utáni eseményekből. Jack elmondja, hogy már majdnem egy hónapja a szigeten vannak.
Charlie odaadja Claire-nek a naplóját, remélve, hogy segítségére lesz az emlékek felidézésében.  Szóba kerül, hogy ki az az Ethan; Charlie azt mondja, ő a rosszfiú. Miután Charlie úgy dönt, együtt virraszt éjszaka Claire-rel, Claire megkérdezi tőle, barátok voltak-e az elrablása előtt. Charlie igennel felel neki.
A dzsungelben, Charlie találkozik Jin-nel, majd gúnyosan elmondja, milyen jó neki, hogy nem beszél angolul, mert így minden rosszból kimarad, ami a többiekkel történik. Hirtelen suhogás hallatszódik a fák mögül, és Jint eltalálja egy kő, amitől nyomban eszméletét veszti. Ethan jön elő a dzsungel rejtekéből. Fojtogatni kezdi Charlie-t, majd azt mondja, amíg nem kapja vissza Claire-t, minden egyes nap meg fog ölni valakit; legutoljára Charlie-t.
Visszaérve a partra, Charlie beszél Jack-nek és Locke-nak Ethan fenyegetéséről. Locke csapdákat állít fel, amikbe ha Ethan belelép, hulladékkal tömött zsákok zuhannak le a fáról, és így tudni fognak ottlétéről. Őrállásokat jelölnek ki több helyen. Boone önként jelentkezik. Eközben, Jin Sun-nal beszélget, és elmondja, a többi túlélő az oka annak, hogy megtámadták.
Claire kezd rájönni, hogy valami történik körülötte, mert a túlélők elkerülik őt. Megkérdezi Charlie-t, mi folyik itt, mire ő azt hazudja, minden a legnagyobb rendben van.
Éjjel, Locke, Sayid, és más túlélők a kijelölt helyeiken őrködnek. Boone elalszik, és arra ébred fel, hogy valaki belelépett a csapdájába, majd elrohant. Boone utánaszalad, de rájön, hogy csak Vincent volt az. Sikoltás hallatszódik a partról. Boone, Sayid, és Locke, odaérve megtalálják Scott holttestét. Teljesen hiábavaló volt az őrködés, Ethan ugyanis a tenger felől jött a táborba.
Scott temetése után, Claire megtudja Shannon-tól, mért nem áll szóba vele senki sem. Ordítozik Charlie-val, amiért titkolózott előtte, de ő azt mondja, a védelmében tette ezt. Claire azt mondja, tud vigyázni magára.
Jack, Locke, és Sayid arra készül, hogy csapdába csalja Ethan-t. Csalinak akarják használni Claire-t, miözben ők fegyverrel a kezükben várakoznak a fák mögött. Charlie is velük akar tartani, de mert még sohasem használt pisztolyt, Jack Sawyer-t kéri meg, hogy csatlakozzon. Sawyer odaadja a békebíró pisztolyát Kate-nek, hogy ő is velük mehessen. Sayid arra kér mindenkit, hogy csak végső esetben használjanak fegyvert, mert élve van szükség Ethan-re.
A dzsungelben, mindenki Ethan felbukkanását várja a rejtekhelyén, miközben Claire fel-alá járkál. Észreveszi Ethan-t, és futásnak ered. Jack rátámad, és addig ütlegeli, amíg földre nem kényszeríti őt. Mindenki előjön a fák mögül, hogy megakadályozzák Ethan menekülését. Hirtelen, Charlie, magához veszi Jack pisztolyát, amit a verekedés előtt dobott el, majd lelövi Ethan-t.
Másnap, Jack megkérdezi Charlie-t, mért lőtte le Ethan-t, hiszen kiszedhették volna belőle, ki ő, és mért kell neki Claire. Charlie azt mondja, úgysem mondott volna semmit, és különben is: megérdemelte a halált azért, amit Claire-rel tett. Később, Claire boldogan újságolja el Charlie-nak, hogy emlékszik a mogyoróvajra. Charlie helyesbíti, hogy az csupán képzelt mogyoróvaj volt. Claire azt mondja neki, nem tudja mi történt vele az elmúlt időben, de bízni akar benne. Mindketten "jó éjszakát" kívánnak egymásnak.
|  | Itt a vége a cselekmény részletezésének! |